# Więcej niż możesz zjeść: felietony parakulinarne
Więcej niż możesz zjeść: felietony parakulinarne – zbiór felietonów Doroty Masłowskiej wydany w 2015 w Warszawie przez Wydawnictwo Noir sur Blanc.
Książka zawiera 23 felietony publikowane przez autorkę w miesięczniku Zwierciadło od września 2011 do września 2013. W każdym tekście szeroko rozumiana tematyka żywności oraz czynność jedzenia stanowią punkt wyjścia do refleksji na dowolne tematy: podróże zagraniczne, nostalgia, relacje społeczne, konsumpcjonizm, kultura nadmiaru. Część felietonów zawiera abstrakcyjne przepisy na przykładowo dzień spędzony nad jeziorem czy wspomnienie wakacji.
W recenzjach doceniano oprawę graficzną Macieja Sieńczyka oraz styl autorki, jej wrażliwość, talent do zgrabnego dowcipu i fraz, dystansu do świata i ironii.
Bezpośrednio po wydaniu Masłowska tak przedstawiała książkę:

Wszyscy wiedzą, że piszę książki, że nagrywam płyty, a mało kto domyśla się, że w wolnym czasie również trochę jem. O tym nieujawnianym dotąd fakcie pisałam do magazynu Zwierciadło felietony; przez dwa lata prowadziłam tam rodzaj rubryki spożywczej, w którym z właściwą sobie swadą opisywałam jedzone jedzenie. Te grubymi nićmi szyte refleksje kulinarne stanowiły jednak wyłącznie pretekst dla rozważań szerszych: chwalenia się zagranicznymi podróżami, opisywania potknięć moralnych znajomych, czy ujawniania drastycznych szczegółów ze swoich operacji plastycznych.

W 2015 w Teatrze Nowym w Łodzi na podstawie książki Masłowskiej miała premierę sztuka Więcej niż możesz zjeść według scenariusza i reżyserii Marcina Nowaka. Spektakl otrzymał Złotą Maskę za najlepszą rolę żeńską w sezonie 2015/2016 dla Moniki Buchowiec, która zagrała Pisarkę.